# 黄新初
黄新初（1957年10月—），湖北孝感人。男，汉族。中华人民共和国政治人物。1976年7月参加工作，1984年10月加入中国共产党。同济大学机械工程系机械工程专业本科毕业，四川联合大学经济系政治经济学专业毕业，博士研究生学历，经济学博士学位。中国共产党第十八届中央委员会候补委员。曾任中共四川省委常委、成都市委书记、成都警备区党委第一书记、四川省人大常委会副主任。

## 生平
1976年7月，任湖北省孝感县王店公社白合小学教师。1978年2月，在同济大学机械工程系机械工程专业学习。
1982年1月，任成都发动机公司技术员、助理工程师。1984年7月，任成都发动机公司五厂团委书记。1985年5月，任成都发动机公司团委副书记。1986年12月，任成都发动机公司团委书记。1988年8月，任共青团成都市委副书记。1988年11月，任共青团成都市委副书记、市青年联合会主席(期间：1989年9月至1992年12月，在四川大学经济系研究生学习，获经济学硕士学位；1992年12月当选为共青团四川省委常委)。1993年4月，任共青团成都市委书记。1995年2月，任共青团四川省委副书记（期间：1996年10月至1998年4月，兼任四川省青年联合会主席）。1997年8月，任共青团四川省委书记(期间：1994年9月至1998年6月，在四川联合大学〈四川大学、成都科技大学〉经济系政治经济学专业研究生学习，获经济学博士学位；1998年9月至1999年7月，在中央党校一年制中青班学习)。
2000年8月，任中共四川省阿坝藏族羌族自治州委书记。2007年5月，任中共四川省委常委、宣传部部长。2011年11月，任中共四川省委常委，成都市委书记。2016年7月，不再担任成都市委书记。2017年1月，当选为四川省人大常委会副主任。2017年5月，卸任中共四川省委常委。2021年2月，辞去四川省人大常委会副主任职务。